# Kasai (Hyōgo)
Kasai (加西市 -shi) é uma cidade japonesa localizada na província de Hyogo.
Em 2003 a cidade tinha uma população estimada em 50 510 habitantes e uma densidade populacional de 336,31 h/km². Tem uma área total de 150,19 km².
Recebeu o estatuto de cidade a 1 de Abril de 1967.